# Rémy Cointreau
Rémy Cointreau (Euronext: RCO) es un grupo familiar francés cuyos orígenes se remontan a 1724. Cuenta con una cartera de destilados de renombre internacional: coñacs Rémy Martin, Louis XIII y JR Brillet, licor Cointreau, aguardiente griego Metaxa, ron Mount Gay, brandy St-Rémy, ginebra The Botanist y los whiskies de pura malta Bruichladdich, Port Charlotte, Octomore, Westland y Domaine des Hautes Glaces. Rémy Cointreau cotiza en la Bolsa de Nueva York y en Euronext Paris.